# Coryphella pallida
Coryphella pallida is een slakkensoort uit de familie van de Coryphellidae. De wetenschappelijke naam van de soort is voor het eerst geldig gepubliceerd in 1900 door A. E. Verrill.